# Orechová Potôň
Orechová Potôň (ungarisch Diósförgepatony) ist eine Gemeinde in der Südwestslowakei. Sie liegt auf der Großen Schüttinsel im Donautiefland, 8 km von Dunajská Streda und etwa 40 km von Bratislava entfernt. Verwaltungstechnisch ist die Gemeinde in die Ortsteile Dolná Potôň, Orechová Potôň und Orechová Potôň-Lúky unterteilt.
Die erste schriftliche Erwähnung erfolgte 1397 als Gyospothon. 1808 wurde der Ort mit einem Dorf namens Förgepatony (heute slowakisch auch Förgeho Potôň) vereinigt; 1940 kam auch der heutige Ortsteil Dolná Potôň (ungarisch Bögölypatony) hinzu. 1966–1990 war auch die heute selbständige Gemeinde Vieska Teil von Orechová Potôň. Historisch gesehen war der Ort bis 1918/1919 Teil des Komitats Pressburg im Königreich Ungarn, danach kam er zur neu entstandenen Tschechoslowakei. 1938–1945 war der Ort durch den Ersten Wiener Schiedsspruch noch einmal Teil Ungarns.
Die alte spätklassizistische reformierte Kirche (1870) wurde 1969 abgerissen; eine neue reformierte Kirche wurde 1977 gebaut. 1998 wurde auch eine römisch-katholische Kirche errichtet.
Laut der Volkszählung von 2001 hatte der Ort 1671 Einwohner, davon 93,5 % Magyaren, 5,9 % Slowaken und 0,3 % Tschechen.
2008/2009 wurde die Motorsport-Rennstrecke Slovakiaring nahe dem Ort erbaut und am 1. Oktober 2009 offiziell eröffnet. Sie ist die erste seinem Zweck gebaute Rennstrecke in der Slowakei.

## Bevölkerung
| Jahr                | 1994 | 2004    | 2014    | 2024    |
| ------------------- | ---- | ------- | ------- | ------- |
| Anzahl der Personen | 1623 | 1688    | 1687    | 1676    |
| Unterschied         |      | +4,00 % | −0,05 % | −0,65 % |

| Jahr                | 2023 | 2024    |
| ------------------- | ---- | ------- |
| Anzahl der Personen | 1664 | 1676    |
| Unterschied         |      | +0,72 % |